# Parafia Matki Bożej Różańcowej w Smardzowicach
Parafia Matki Bożej Różańcowej w Smardzowicach – rzymskokatolicka parafia znajdująca się w diecezji kieleckiej, w dekanacie skalskim, w Polsce.
Do parafii należy kaplica filialna pw. Miłosierdzia Bożego w Szczodrkowicach.

## Historia
Pierwsza wzmianka o kościele i parafii pochodzi z 1325. Patronką ówczesnej świątyni była św. Małgorzata. W 1570 kościół ten został strawiony przez pożar. Wybudowano wówczas nowy, także drewniany kościół.
Obecną świątynię wybudowano w latach 1907–1918. W 1938 stary kościół rozebrano i przeniesiono do Mostek.
W 1972 prymas Polski, arcybiskup gnieźnieński i warszawski kard. Stefan Wyszyński oraz arcybiskup krakowski kard. Karol Wojtyła koronowali tutejszy łaskami słynący obraz Matki Bożej z Dzieciątkiem. 24 września 1982, z racji istnienia przy kościele sanktuarium maryjnego, prymas Polski abp Józef Glemp zmienił wezwanie parafii i kościoła na Matki Bożej Różańcowej. Św. Małgorzata została patronką drugorzędną.
1 kwietnia 1984 kościół został konsekrowany przez biskupa kieleckiego Stanisława Szymeckiego.

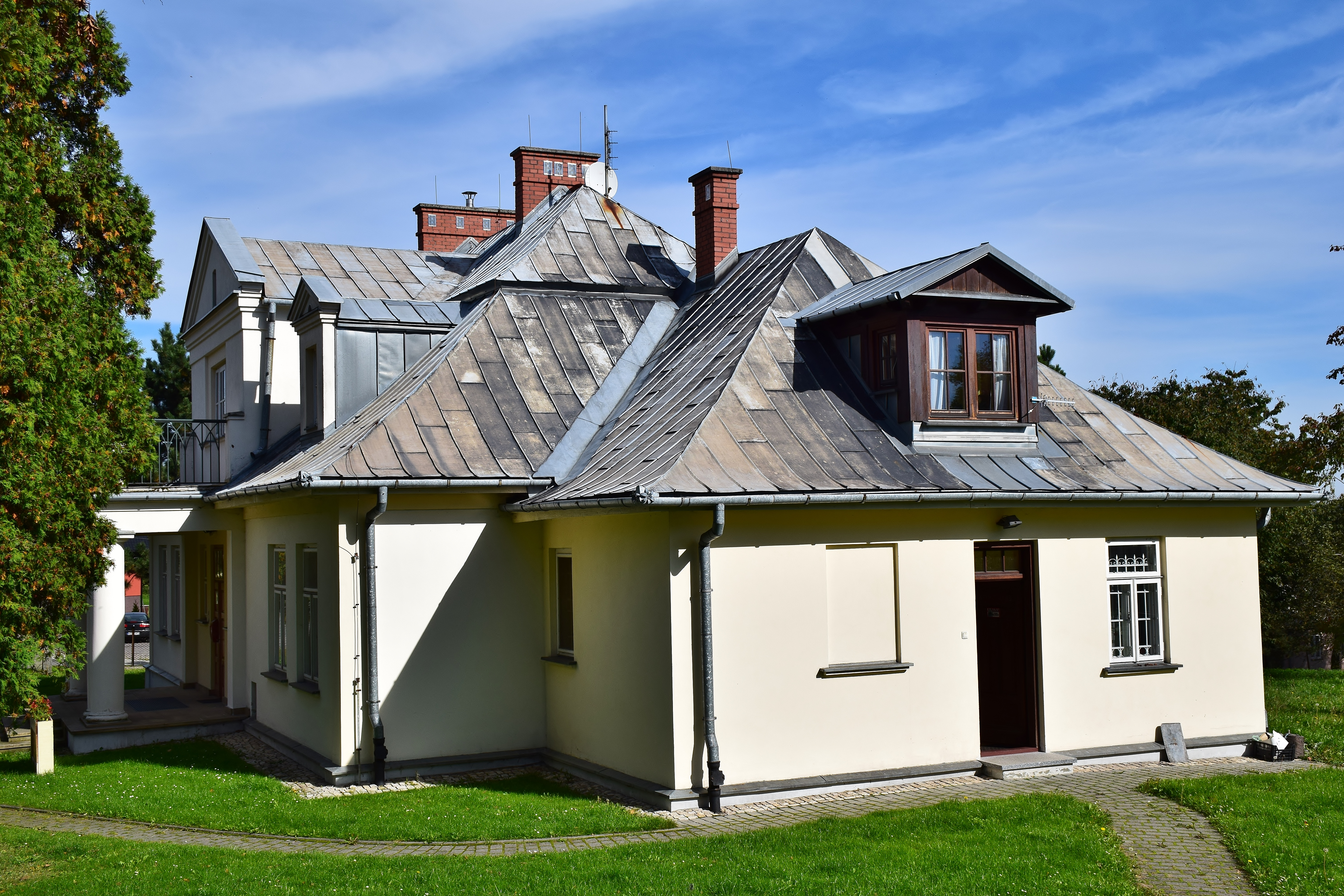
budynek plebanii